# Ворожнева
Ворожнева (Каменная) — река в России, течёт по территории Лешуконского района Архангельской области. Устье реки находится в 92 км по правому берегу реки Сулы. Длина реки — 12 км.

## Данные водного реестра
По данным государственного водного реестра России относится к Двинско-Печорскому бассейновому округу, водохозяйственный участок реки — Мезень от истока до водомерного поста у деревни Малонисогорская. Речной бассейн реки — Мезень.